# سوپ کدو حلوایی

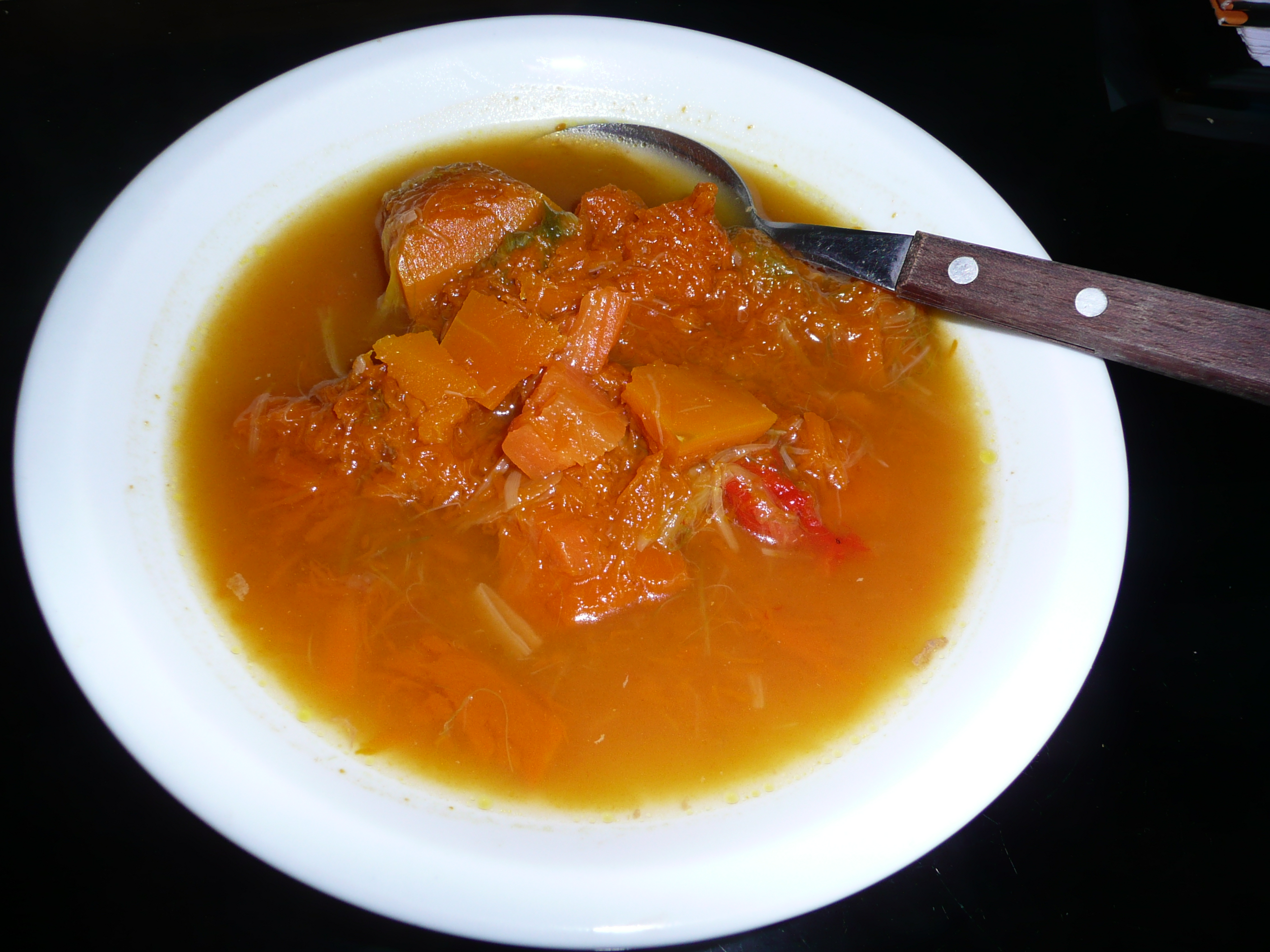
سوپ کدو حلوایی

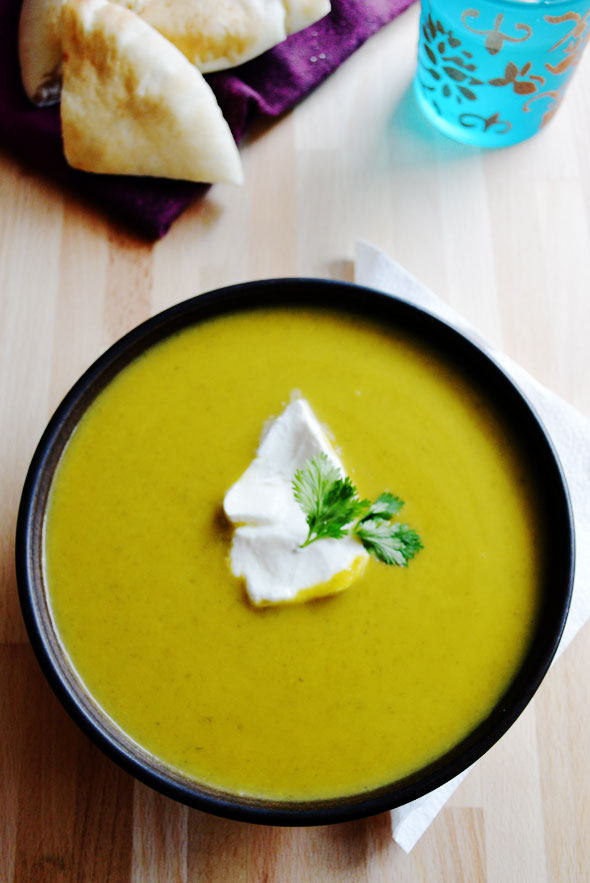
سوپ کدو حلوایی

سوپ کدو حلوایی یا کدوبا یکی از انواع سوپ است که معمولاً در فصل پاییز و زمستان تهیه می‌شود. مادهٔ اصلی این سوپ کدو حلوایی است. در کشورهای مدیترانه‌ای، این سوپ را با زیرهٔ سبز، سیر و زنجبیل طعم‌دار می‌کنند، که مزهٔ متفاوت و خاصی به آن می‌دهد.
این سوپ از ترکیب گوشت کدو حلوایی مخلوط با آبگوشت بر پایه سوپ درست می‌شود. این غذا را می‌توان گرم یا سرد سرو کرد و یکی از غذاهای رایج روز شکرگزاری در ایالات متحده است. انواع مختلفی از این غذا در بسیاری از کشورهای اروپایی، ایالات متحده و سایر مناطق آمریکای شمالی، در آسیا و استرالیا شناخته شده است. سوپ کدو تنبل یک غذای اصلی برای اسیران جنگی در اردوگاه‌های زندان ویتنام شمالی در طول جنگ ویتنام بود.

## طرز تهیه
کدو را پوست می‌کنیم و تکه‌تکه می‌کنیم. سپس آن را با یکی دو لیوان آب و کمی نمک می‌گذاریم تا بپزد. بعد از پختن، آن را از صافی رد می‌کنیم تا به شکل پوره در بیاید و با شیر و پیاز سرخ کرده مخلوط می‌کنیم و روی حرارت ملایم می‌گذاریم تا آهسته چند جوش بزند. بعد کره را در سوپ‌خوری قرار می‌دهیم و سوپ را داغ داغ روی کره می‌ریزیم و سر میز می‌بریم. در بعضی از دستورها گاهی موادی مانند تره‌فرنگی، هویج و ساقهٔ کرفس یا سیب‌زمینی را نیز همراه کدو حلوایی می‌پزند و سپس به شکل پوره درمی‌آورند. در دستور پخت بعضی کشورها از ادویه جاتی مانند پودر دارچین و جوز هندی برای معطر کردن سوپ کدو حلوایی استفاده می‌کنند.
از کدو حلوایی منجمد از قبل پخته شده نیز می‌توان استفاده کرد. مواد اولیه در تهیه سوپ کدو حلوایی می‌تواند شاملگوشتابه، پیاز، خامه، ادویه جات مانند مریم گلی و آویشن، نمک و فلفل باشد.

## تاریخچه
سوپ کدو تنبل یک غذای اصلی برای اسیران جنگی در اردوگاه‌های زندان ویتنام شمالی در طول جنگ ویتنام بود. سوپ کدو حلوایی یک سوپ در غذاهای آفریقایی است. این بخشی از غذاهای شمال آفریقا، و غذاهای موزامبیک و نامیبیا،است که هر دو در جنوب آفریقا قرار دارند.

## نگارخانه

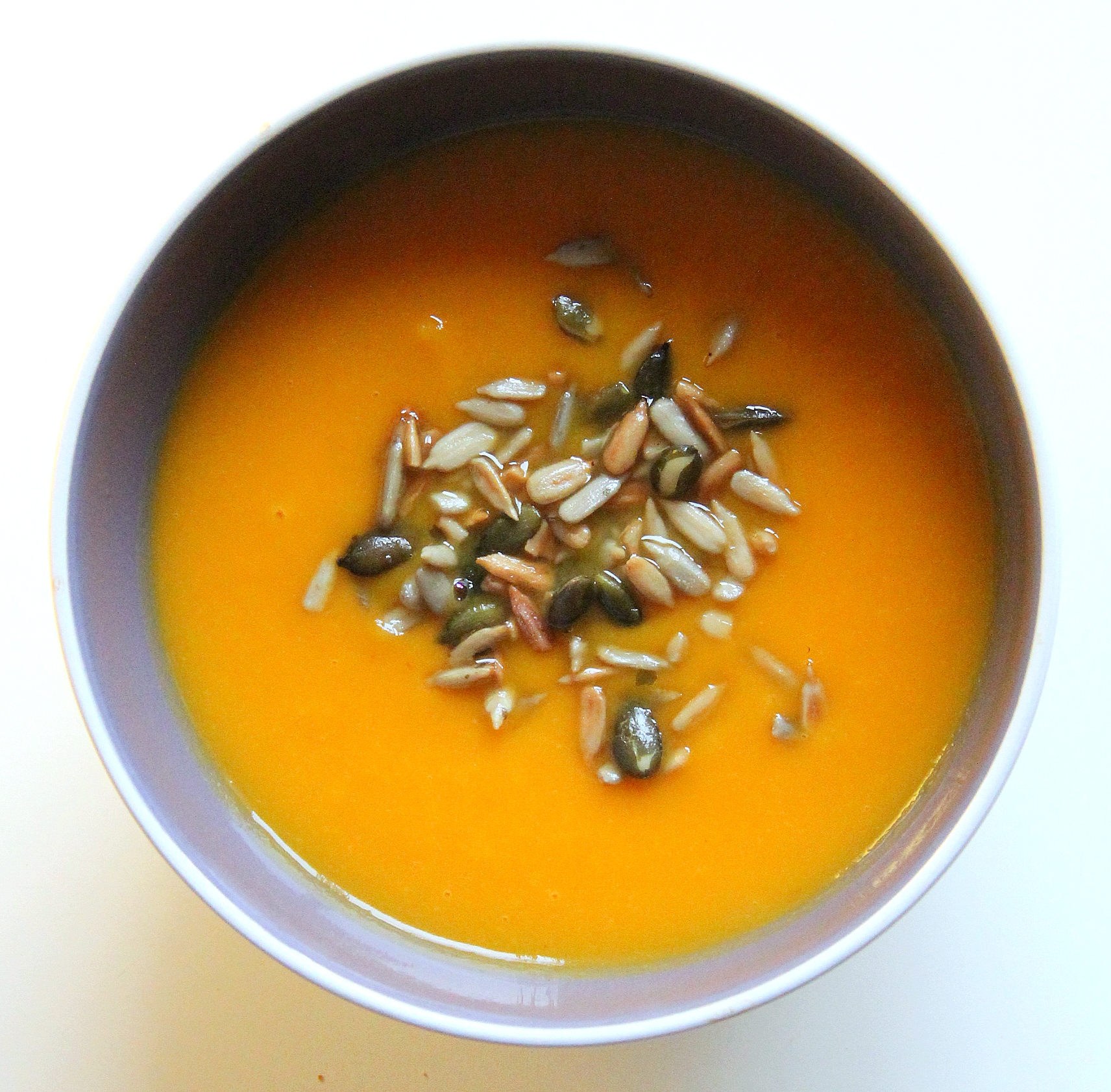
سوپ کدو حلوایی
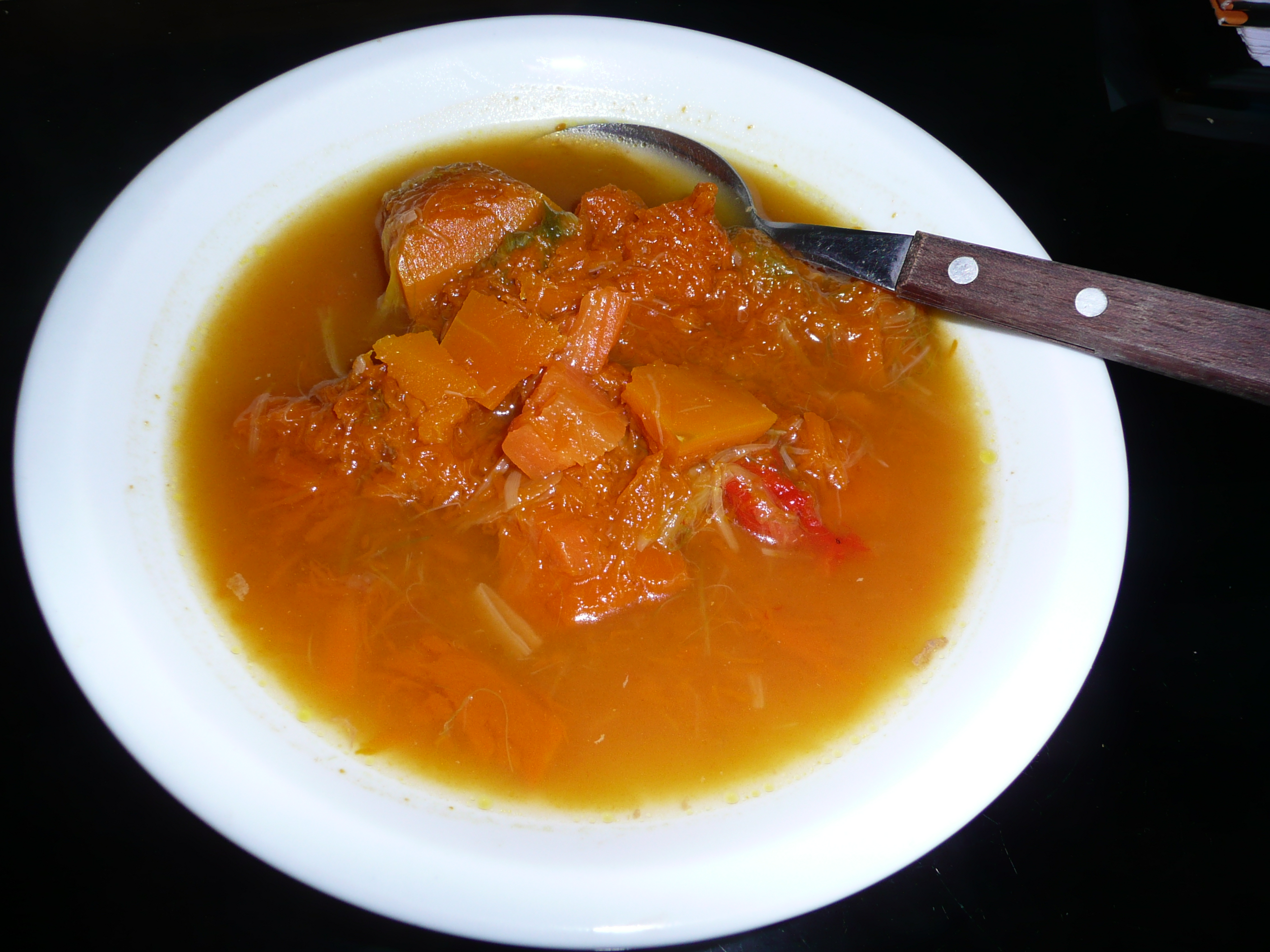
سوپ کدو حلوایی
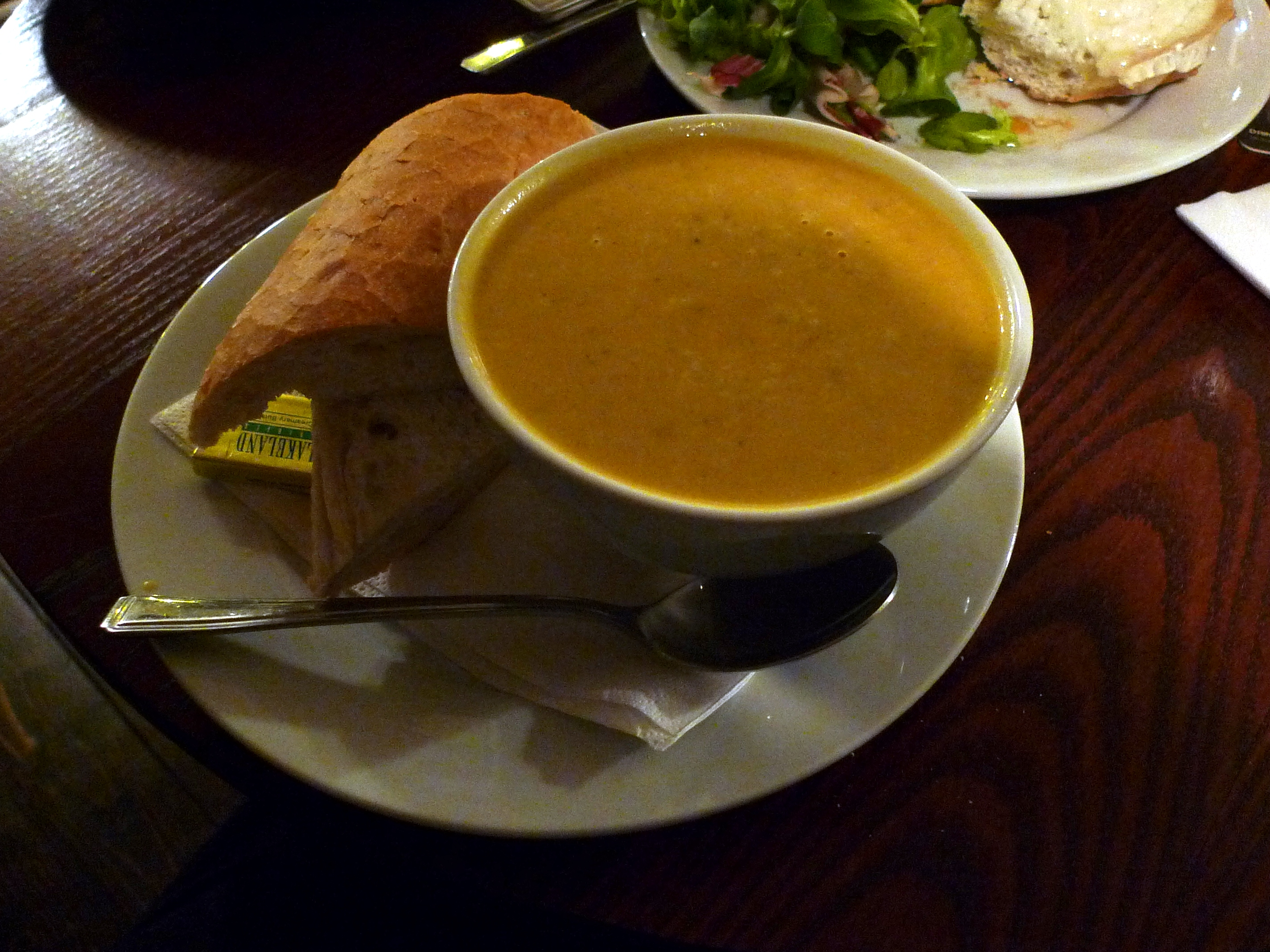
سوپ کدو حلوایی بو داده
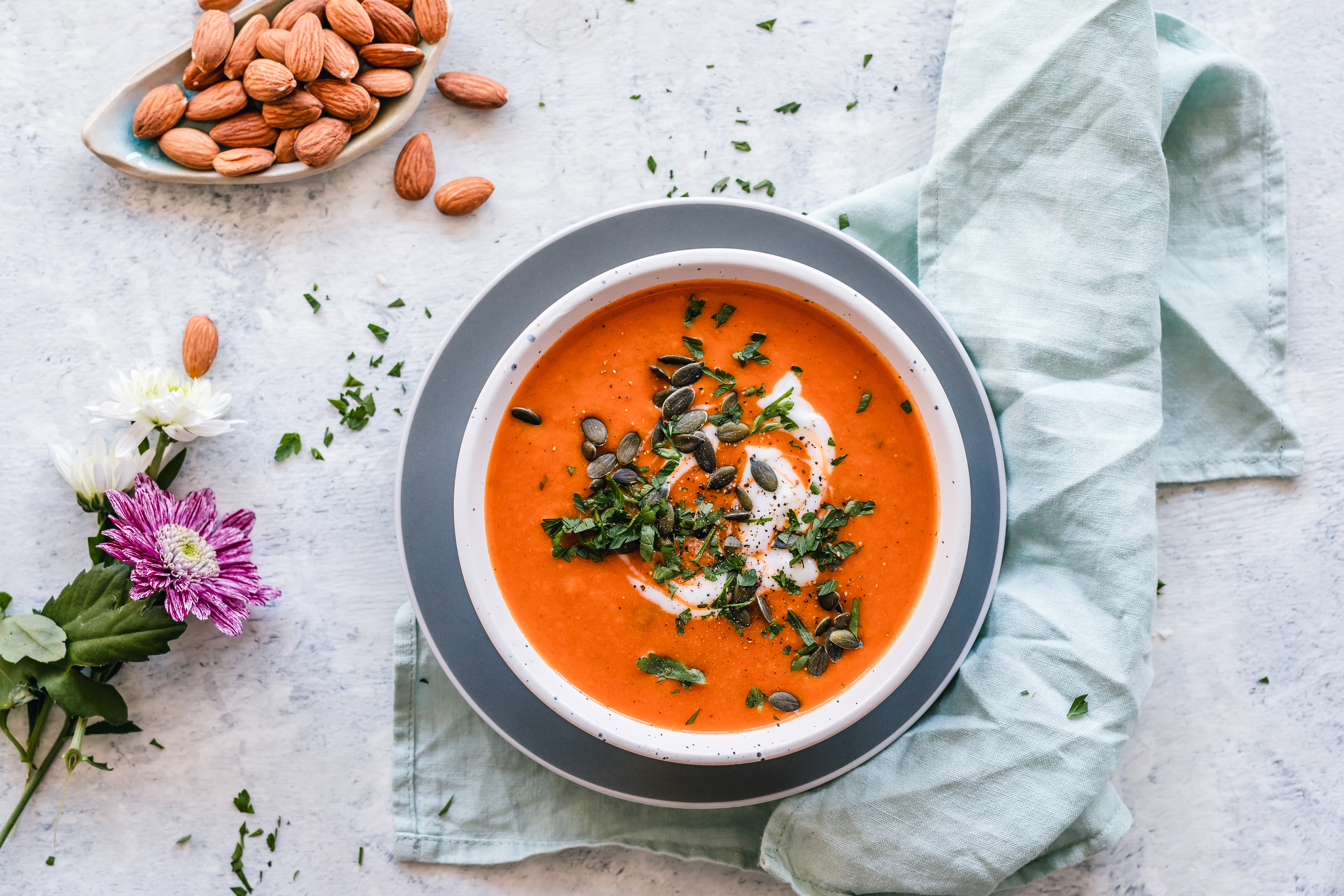
سوپ کدو حلوایی و گوجه فرنگی
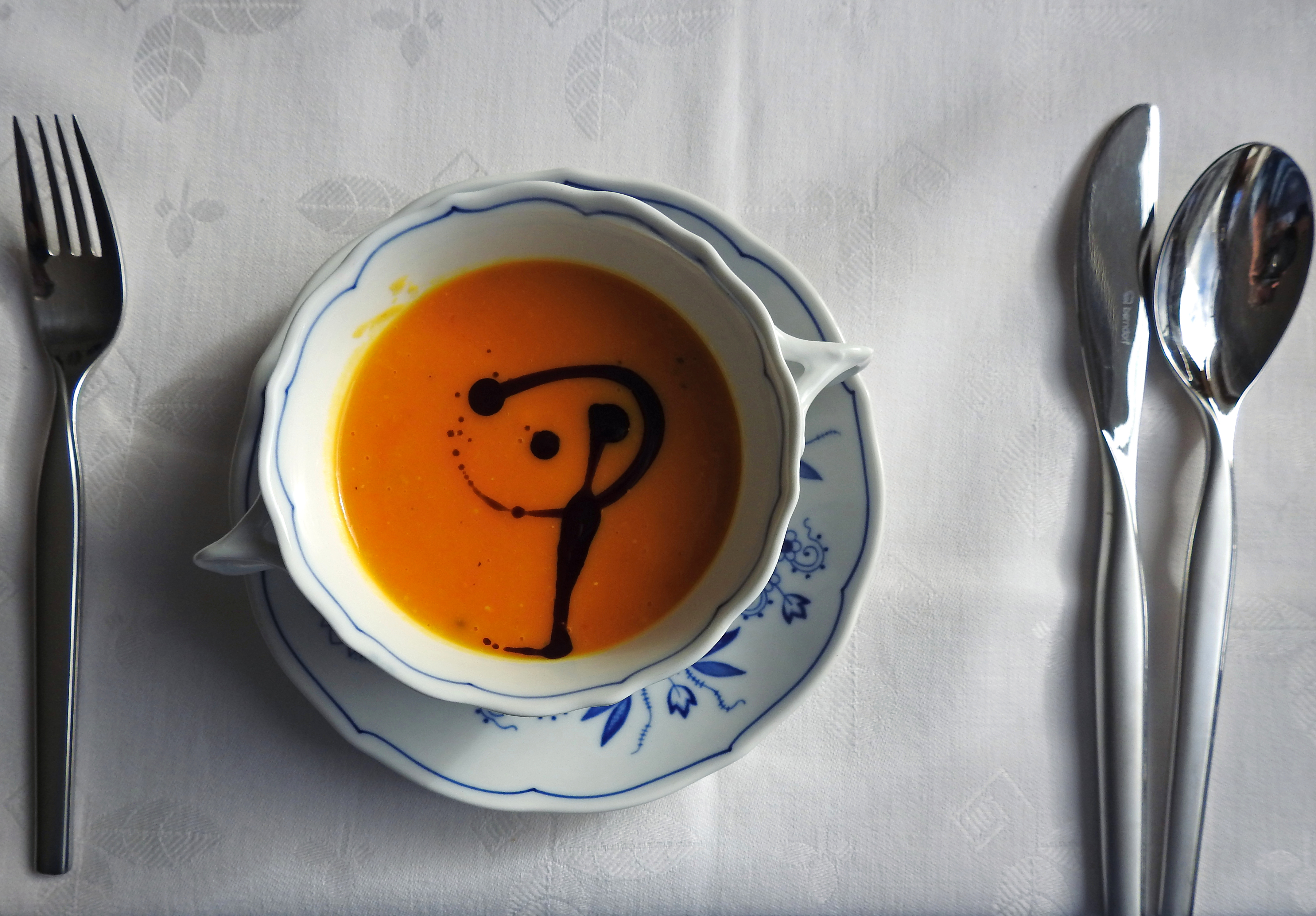
سوپ کدو حلوایی که با روغن دانه کدو سرو می‌شود